# حمام رضی‌آباد
حمام رضی آباد مربوط به دوره قاجار است و در شهرستان دامغان، روستای رضی آباد  واقع شده و این اثر در تاریخ ۲۲ تیر ۱۳۷۹ با شمارهٔ ثبت ۲۷۵۰ به‌عنوان یکی از آثار ملی ایران به ثبت رسیده است.